# Wybory regionalne w Bawarii w 1998 roku
Wybory regionalne w landzie Bawaria odbyły się 13 września 1998. Wybory ponownie zakończyły się one zwycięstwem CSU, która sama sformowała rząd, na którego czele pozostał Edmund Stoiber.

## Wyniki
|  | Partia                                   | Głosy      | Procent (zmiana) | Procent (zmiana) | Mandaty (zmiana) | Mandaty (zmiana) | % mandatów |
|  | ---------------------------------------- | ---------- | ---------------- | ---------------- | ---------------- | ---------------- | ---------- |
|  | Unia Chrześcijańsko-Społeczna (CSU)      | 6 447 764  | 52,9%            | +0,1%            | 123              | +3               | 60,3%      |
|  | Socjaldemokratyczna Partia Niemiec (SPD) | 3 501 900  | 28,7%            | -1,3%            | 67               | -3               | 32,8%      |
|  | Związek 90/Zieloni                       | 692 456    | 5,7%             | -0,4%            | 14               | 0                | 6,9%       |
|  | Wolni Wyborcy Bawarii                    | 446 115    | 3,7%             | -                | -                | -                | -          |
|  | Republikanie                             | 438 144    | 3,6%             | -0,3%            | -                | -                | -          |
|  | Ekologiczna Partia Demokratyczna (ÖDP)   | 217 840    | 1,8%             | -0,3%            | -                | -                | -          |
|  | Wolna Partia Demokratyczna (FDP)         | 201 788    | 1,7%             | -1,1%            | -                | -                | -          |
|  | Pozostali                                | 240 902    | 1,9%             | -0,4%            | -                | -                | -          |
|  | Razem                                    | 12 186 909 | 100,0%           | -                | 204              | -                | 100,0%     |